# Caenohalictus trichiothalmus
Caenohalictus trichiothalmus är en biart som beskrevs av Cameron 1903. Caenohalictus trichiothalmus ingår i släktet Caenohalictus och familjen vägbin. Inga underarter finns listade.